# Eupsophus vertebralis
Eupsophus vertebralis är en groddjursart som beskrevs av Alice G.C. Grandison 1961. Eupsophus vertebralis ingår i släktet Eupsophus och familjen Cycloramphidae. IUCN kategoriserar arten globalt som nära hotad. Inga underarter finns listade i Catalogue of Life.